# Мальоне, Луиджи
Луиджи Мальоне (итал. Luigi Maglione; 2 марта 1877, Казория, Итальянское королевство — 22 августа 1944, там же) — итальянский куриальный кардинал. Титулярный архиепископ Кесарии Палестинской с 1 сентября 1920 по 16 декабря 1935. Апостольский нунций в Швейцарии с 1 сентября 1920 по 23 июня 1926. Апостольский нунций во Франции с 23 июня 1926 по 16 декабря 1935. Префект Священной Конгрегации Собора с 22 июля 1938 по 10 марта 1939. Государственный секретарь Святого Престола с 10 марта 1939 по 22 августа 1944. Кардинал-священник с 16 декабря 1935, с титулом церкви Санта-Пуденциана с 18 июня 1936.

## Награды
- Кавалер Высшего ордена Святого Благовещения (1939 год)[3]
- Кавалер Большого креста ордена Святых Маврикия и Лазаря (1939 год)
- Кавалер Большого креста ордена Короны Италии (1939 год)
- Кавалер Большого креста ордена Башни и Меча (Португалия, 25 июля 1940 года)[4]